# Live at the Fillmore East (album de Jimi Hendrix)
Pour les articles homonymes, voir Live at the Fillmore.
Albums de Jimi Hendrix
BBC Sessions
(1998) Live at Woodstock
(1999)
Live at the Fillmore East est un album live posthume de Jimi Hendrix paru initialement en 1999 en double album, puis en intégralité sous forme de coffret le 22 novembre 2019 sous le nom de Songs for Groovy Children: The Fillmore East Concerts.
Il restitue les quatre concerts de l'artiste, enregistrés les 31 décembre 1969 et 1er janvier 1970, au Fillmore East de New York,.
Deux autres albums sont publiés : Band of Gypsys en 1970 reprenant les deux concerts du 1 janvier 1970 et Machine Gun: The Fillmore East First Show en 2016 contenant l'intégralité du premier concert du 31 décembre 1969.

## Contexte et enregistrement
Peu de temps après son concert au Festival de Woodstock le 18 août 1969, Hendrix a commencé à répéter et à enregistrer avec le batteur Buddy Miles et le bassiste Billy Cox. Dans le cadre de l'accord visant à régler un différend contractuel, Hendrix a accepté de livrer un album à Capitol Records. Pour y parvenir, le trio a enregistré quatre concerts sur deux soirées à l'auditorium Fillmore East de New York. L’ingénieur du son Wally Heider, qui avait enregistré Hendrix en concert plusieurs fois, notamment au Festival de Monterey Pop en 1967 et Woodstock, a supervisé l’enregistrement.
Comme Hendrix était obligé de fournir un nouvel album, la setlist des concerts du Fillmore East contient principalement des nouveaux titres. Bien que des titres tels que Lover Man, Hear My Train A Comin ' et Bleeding Heart aient souvent été interprétés par Jimi Hendrix Experience, ils n'avaient pas été publiés sur disque. À Woodstock, Hendrix a interprété les premières versions de Message to Love, Izabella et une partie de Stepping Stone, qui n'ont pas été publiés officiellement avant les années 1990 (bien que les versions de studio des deux dernières soient sorties en single aux États-Unis en avril 1970).
En plus de ces titres, plusieurs nouvelles compositions de Hendrix ont été élaborées et enregistrées : Power of Soul, Machine Gun, Ezy Ryder, Earth Blues, Burning Desire et Who Knows. Miles a également fourni quelques originaux: Changes et la jam We Gotta Live Together. La setlist incluait la composition Stop de Jerry Ragovoy et Mort Shuman (un hit en 1968 pour le chanteur de R & B Howard Tate ) chanté par Miles. Les titres connus de l' Experience, Stone Free, Foxey Lady, Voodoo Child (Slight Return) et Purple Haze étaient parfois joués pour des rappels.

## Parution et réception

### Versions précédentes
Initié avec l'album Band of Gypsys (1970), plusieurs titres enregistrés pendant les concerts au Fillmore East ont été publiés, bien que parfois sous une forme éditée. En 1986, Band of Gypsys 2 est produit par Alan Douglas. Malgré le titre, seuls trois des six chansons de l'album ont été enregistrées avec Miles et Cox au concert de New York. Mais l'album est vite retiré, et les trois chansons sont intégrées dans la réédition de Band of Gypsys en 1991 seulement.
Depuis le début de l’ère Experience Hendrix LLC (en 1997), le Band of Gypsys n’a cessé d’être mis sur le devant de la scène au travers de diverses publications discographiques. Trois titres du deuxième concert du 31 décembre 1969 ont été inclus dans le coffret West Coast Seattle Boy: The Jimi Hendrix Anthology (2010).

### Live at the Fillmore East(1999)
C'est dans le cadre de la reprise en main du catalogue de l'artiste que Experience Hendrix a publié le double album Live at the Fillmore East (1999), qui comprenait les pistes de Band of Gypsys 2 et deux CD de titres supplémentaires enregistrés au cours des quatre concerts.
Albums de Jimi Hendrix
Freedom: Atlanta Pop Festival
(2015) Both Sides of the Sky
(2018)

### Machine Gun: Le Fillmore East First Show(2016)
En 2016, Machine Gun: Le Fillmore East First Show est sorti. L'album contient l'intégralité du premier concert du 31 décembre 1969. 
Albums de Jimi Hendrix
Both Sides of the Sky
(2018) Live in Maui
(2020)

### Songs for Groovy Children: The Fillmore East Concerts(2019)
Songs For Groovy Children: The Fillmore East Concerts est le premier coffret officiel qui restitue les quatre concerts de Jimi Hendrix,.
Le coffret de cinq CD (ou huit disques vinyle) contient 43 titres non édités dans leur séquence originale. Produit par Experience Hendrix L.L.C., ce coffret a été publié le 22 novembre 2019 sur disque compact. et le 13 décembre en format vinyle.
Experience Hendrix indique que Songs For Groovy Children « compte plus de deux douzaines de morceaux qui n'ont jamais été disponibles auparavant dans le commerce, ou bien qui ont été nouvellement remixés et réédités ».
A noter qu'en réalité le coffret ne contient pas l'intégralité des 4 concerts : 
- il manque 5 morceaux au second concert du 31 décembre : Stepping Stone, Burning Desire, Power of Soul, Voodoo Child (Slight Return) et Purple Haze ;
- le morceau We Gotta Live Together du second concert du 1er janvier est édité à 9:48 minutes alors qu'il a duré 18 minutes[4].

### Band of Gypsys: le DVD
(mars 2018).
- Si vous ne connaissez pas le sujet, laissez ce bandeau (vous pouvez alors contacter les auteurs).
- Si vous supprimez le contenu mis en cause (vous pouvez préalablement contacter les auteurs),

argumentez précisément cette suppression dans la page de discussion
(un manque de référence n'est pas un argument ; une recherche réelle de référence doit avoir été effectuée, être formellement documentée).
La politique d'Experience Hendrix LLC en matière de live est désormais connue : chaque album Live est accompagné d'un DVD correspondant à la performance.
La publication du double Live at the Fillmore East fut l'occasion de la sortie du DVD Band of Gypsys étrangement compilé. Il débute par un documentaire retraçant l'histoire du Band of Gypsys, revenant sur son impact avec des interviews de Slash, Lenny Kravitz, et autres Vernon Reid. C'est le type de documentaire qui se regarde lorsqu'il est diffusé à la télévision (Canal Jimmy l'avait d'ailleurs proposé), mais dont l'achat s'avère dispensable, même si on y retrouve les seuls extraits filmés en couleur du groupe.[Interprétation personnelle ?]
En revanche, ce qui pourrait sembler être un bonus est autrement intéressant[Interprétation personnelle ?] : le troisième concert du Band of Gypsys est présenté dans sa (presque) intégralité.
La setlist est la suivante :
1. Who Knows
2. Machine Gun
3. Them Changes
4. Power Of Soul
5. Stepping Stone
6. Foxy Lady
7. Stop
8. Earth Blues (coupée)

Les deux premiers titres constituent la face 1 du l'album Band of Gypsys publié du vivant de Jimi Hendrix : la vidéo de Machine Gun est un document véritablement historique[réf. nécessaire], même si c'est un film en noir et blanc, dont la qualité d'image est médiocre, voire mauvaise, on est en effet loin de celle de Monterey ou de Woodstock[réf. souhaitée].

## Analyse
(mars 2018).
- Si vous ne connaissez pas le sujet, laissez ce bandeau (vous pouvez alors contacter les auteurs).
- Si vous supprimez le contenu mis en cause (vous pouvez préalablement contacter les auteurs),

argumentez précisément cette suppression dans la page de discussion
(un manque de référence n'est pas un argument ; une recherche réelle de référence doit avoir été effectuée, être formellement documentée).
Avec les années, l’album Band of Gypsys publié en 1970 a fini par s’imposer comme étant un disque majeur[réf. souhaitée], dont l’impact dépasse le seul univers du rock, où paradoxalement, le disque continue d’être controversé[réf. nécessaire]. Depuis le début de l’ère Experience Hendrix LLC (en 1997), le Band of Gypsys n’a cessé d’être mis sur le devant de la scène au travers de diverses publications discographiques.
Publié en 1999, le Live at the Fillmore East avait de quoi susciter l'intérêt des amateurs de Jimi Hendrix : une large majorité des titres présentés ici étaient alors inédits, tous provenant de la même série de concerts que le live historique du groupe.
Certains[Qui ?] regrettèrent aussitôt la forme choisie : un double album et non un coffret 6 CD retraçant l’intégralité des 4 concerts[réf. nécessaire]. On[Qui ?] peut penser qu'une telle décision aurait été regrettable[réf. nécessaire] : le matériel enregistré alors ne justifiait pas la publication de l’intégralité des bandes[Interprétation personnelle ?]. Le Live at the Fillmore East est à ce titre édifiant : si le premier CD est absolument remarquable, le second est loin de respecter les critères de qualité qu’on est en droit d’attendre d’un album de Jimi Hendrix[Interprétation personnelle ?].
Le choix des titres opéré par Experience Hendrix LLC aurait pu légèrement améliorer la donne, mais il n’en demeure pas moins que si le matériel inédit justifiait la publication d’un autre live du Band of Gypsys, l’option d’un simple album aurait sans doute été plus respectueuse de l’œuvre du guitariste. Quitte à proposer l’intégralité des 4 concerts via Dagger Records…[Interprétation personnelle ?]
Il faudra attendre 2019 pour découvrir la quasi intégralité des 4 concerts de la formation dans un format 5 CD.

## Les titres

### Live at The Fillmore East (1999)

#### CD 1
1. Stone Free – 12 min 56 s
2. Power of Soul – 6 min 19 s
3. Hear My Train A Comin' – 9 min 01 s
4. Izabella – 3 min 41 s
5. Machine Gun – 11 min 36 s
6. Voodoo Child (Slight Return) – 6 min 02 s
7. We Gotta Live Together – 9 min 56 s

#### CD 2
1. Auld Lang Syne – 3 min 54 s
2. Who Knows – 3 min 55 s
3. Changes – 5 min 37 s
4. Machine Gun – 13 min 36 s
5. Stepping Stone – 5 min 20 s
6. Stop – 5 min 43 s
7. Earth Blues – 5 min 58 s
8. Burning Desire – 8 min 22 s
9. Wild Thing – 3 min 06 s

- Chansons 3, 4, et 10 enregistrées au premier concert du Fillmore East le 31 décembre 1969
- Chansons 8, 9, et 11 enregistrées au second concert du 31 décembre
- Chansons 2, 12, 13, et 15 enregistrées au premier concert du 1er janvier 1970
- Chansons 1, 5, 6, 7, 14, et 16 enregistrées au second concert du 1er janvier

### Songs For Groovy Children: The Fillmore East Concerts(2019)
Toutes les chansons sont écrites et composées par Jimi Hendrix, sauf annotation.
| 1.  | Power of Soul                     | Jimi Hendrix, Buddy Miles | 5:30 |
| 2.  | Lover Man                         | Hendrix                   | 3:14 |
| 3.  | Hear My Train A Comin'            | Hendrix                   | 9:06 |
| 4.  | Changes (Miles)                   | Miles                     | 5:58 |
| 5.  | Izabella                          | Hendrix                   | 3:29 |
| 6.  | Machine Gun                       | Hendrix, Miles            | 8:54 |
| 7.  | Stop (Jerry Ragovoy, Mort Shuman) | Miles                     | 5:30 |
| 8.  | Ezy Ryder                         | Hendrix                   | 5:55 |
| 9.  | Bleeding Heart (Elmore James)     | Hendrix                   | 6:38 |
| 10. | Earth Blues                       | Hendrix                   | 6:24 |
| 11. | Burning Desire                    | Hendrix                   | 9:40 |

| 1.  | Auld Lang Syne (Robert Burns) | Instrumental   | 3:55  |
| 2.  | Who Knows                     | Hendrix, Miles | 8:40  |
| 3.  | Fire                          | Hendrix        | 5:15  |
| 4.  | Ezy Ryder                     | Hendrix        | 4:24  |
| 5.  | Machine Gun                   | Hendrix, Miles | 13:51 |
| 6.  | Stone Free                    | Hendrix        | 17:22 |
| 7.  | Changes (Miles)               | Miles          | 8:06  |
| 8.  | Message to Love               | Hendrix        | 3:37  |
| 9.  | Stop (Ragovoy, Shuman)        | Miles          | 7:02  |
| 10. | Foxy Lady                     | Hendrix        | 6:45  |

| 1. | Who Knows              | Hendrix, Miles | 10:52 |
| 2. | Machine Gun            | Hendrix, Miles | 12:38 |
| 3. | Changes (Miles)        | Miles          | 7:25  |
| 4. | Power of Soul          | Hendrix, Miles | 6:15  |
| 5. | Stepping Stone         | Hendrix        | 5:30  |
| 6. | Foxey Lady             | Hendrix        | 7:21  |
| 7. | Stop (Ragovoy, Shuman) | Miles          | 6:07  |
| 8. | Earth Blues            | Hendrix        | 8:50  |
| 9. | Burning Desire         | Hendrix        | 8:56  |

| 1. | Stone Free                | Hendrix        | 13:11 |
| 2. | Power of Soul             | Hendrix, Miles | 9:10  |
| 3. | Changes (Miles)           | Miles          | 9:33  |
| 4. | Message to Love           | Hendrix        | 5:25  |
| 5. | Machine Gun               | Hendrix, Miles | 11:52 |
| 6. | Lover Man                 | Hendrix        | 2:35  |
| 7. | Steal Away (Jimmy Hughes) |                | 5:53  |
| 8. | Earth Blues               | Hendrix, Miles | 5:54  |

| 9.  | Voodoo Child (Slight Return)   | Hendrix                   | 5:59 |
| 10. | We Gotta Live Together (Miles) | Hendrix, Miles, Billy Cox | 9:48 |
| 11. | Wild Thing (Chip Taylor)       | Hendrix                   | 3:13 |
| 12. | Hey Joe (Billy Roberts)        | Hendrix                   | 3:56 |
| 13. | Purple Haze                    | Hendrix                   | 4:52 |

## Personnel
Musiciens
- Billy Cox - basse, chant
- Jimi Hendrix - guitare, chant, producteur des enregistrements originaux (sous le nom Heaven Research)
- Buddy Miles - batterie, chant

Équipe de production
- Bernie Grundman - ingénieur du son (mastering)
- Chandler Harrod - ingénieur mixage studio
- Wally Heider  -  ingénieur du son (live)
- Janie Hendrix  - producteur
- Eddie Kramer - ingénieur du son (mixage), producteur
- John McDermott - producteur